# NVI F.K.33
Il NVI F.K.33 fu un aereo da trasporto civile trimotore ad ala alta sviluppato dall'azienda aeronautica olandese Koolhoven negli anni venti del XX secolo, e rimasto allo stadio di prototipo.

## Storia del progetto
Dopo aver lasciato la BAT l'ingegnere Frederick Koolhoven ritornò nei Paesi Bassi per andara a lavorare presso l'appena costituita Nationale Vliegtuig Industrie di Den Haag. Il suo primo progetto fu un aereo biposto da trasporto passeggeri da utilizzare come aerotaxi tra i piccoli campi d'aviazione locali e i grandi aeroporti di partenza, designato NVI F.K.29, il cui prototipo volò per la prima volta nel 1923.
Nel 1924 l'ingegner Koolhoven progettò un trimotore da trasporto civile, designato F.K.33, che doveva operare prevalentemente di notte. Già da due anni la compagnia KLM operava un servizio di linea sulle rotta Amsterdam-Londra-Parigi-Malmö, utilizzando un sempre crescente numero di velivoli di produzione Fokker. Il prototipo dell'F.K.33, immatricolato H-NADD, volò per la prima volta nel giugno 1925.

## Descrizione tecnica
Aereo da trasporto civile, bimotore, monoplano. L'ala alta a sbalzo aveva struttura completamente lignea. L'impennaggio di coda era del tipo classico monoderiva, dotato di piani orizzontali controventati posti sopra la parte posteriore terminale della fusoliera. Il timone aveva forma triangolare, ed era posizionato al di fuori dei piani orizzontali così da migliorarne il movimento.
I due piloti erano posizionati in una cabina di pilotaggio parzialmente aperta, a posti affiancati, posta sotto la parte inferiore dell'ala e dotata di parabrezza anteriore. La cabina di carico, chiusa nella parte superiore da un telo, prevedeva 10 posti.
Il carrello d'atterraggio era triciclo posteriore fisso, con le gambe principali dotate di una sola ruota, e collegate nella parte superiore al longherone alare, rinforzate da cavi d'acciaio. All'estremità inferiore della fusoliera era posizionato il pattino d'atterraggio.
La propulsione era assicurata da tre motore in linea Armstrong Siddeley Puma a 6 cilindri, raffreddati ad aria, eroganti la potenza di 230 CV (170 kW), ed azionante un'elica bipala lignea. Due motori erano alloggiati tra i montanti che sostenevano le ali e le gambe principali del carrello, in posizione scoperta. Il terzo era collocato, in posizione spingente, su un apposito castello sito sopra la parte superiore dell'ala, in posizione centrale.

## Impiego operativo
Dopo la fine dei collaudi affettuati dal pilota della KLM, Gerrit Geysendorffer nel mese di settembre, su decisione del presidente Albert Plesman, la compagnia acquistò il velivolo, soprannomindolo "Dikke Dirk". L'aereo fu utilizzato per due anni fino a quando, nel 1928, non fu venduto alla compagnia tedesca Aero GmbH di Amburgo che, con la matricola D-1250, lo utilizzò per voli pubblicitari. Avendo avuto due incidenti in due mesi il velivolo fu restituito alla NVI. Alla fine del 1928 l'aereo venne ceduto alla compagnia Bäumer Aero GmbH, che sostituì i motori Armstrong Siddeley Puma con gli Junkers L5. Con questa configurazione effettuò voli pubblicitari fino al luglio 1931, quando venne venduto alla compagnia Firma Michelsen & Spiesen che rimosse i propulsori, vendendoli per demolizione, e nel febbraio 1932 lo fece cancellare dal registro aeronautico tedesco. Più tardi la cellula fu requisita dalla Luftwaffe che la utilizzò a scopi didattici fino al 1939.

### Annotazioni
1. ↑  Ricevette l'immatricolazione l'8 ottobre 1925.
2. ↑  Ricevette tale immatricolazione il 3 maggio.
3. ↑  Il 25 luglio 1928 effettuò un atterraggio di emergenza, ed una volta riparato ebbe un incidente a in fase di atterraggio a Brema. Dopo le opportune riparazioni l'aereo venne trasferito a Waalhaven dove ebbe un nuovo incidente in atterraggio.
4. ↑  Il motore centrale ricevette un'elica tripala al posto dell'originale quadripala.

### Fonti
1. ↑  Taylor 1989, p. 561.
2. 1 2 3 4 5 6 7 8 9 10 11 12 13 14 15 16 17 18 19 20 21  Уголок неба.
3. 1 2 3 4 5  Den Ouden.
4. 1 2 3  Noppen 2016, p. 65.